# Оден, Амабль
Ама́бль Оде́н (фр. Amable Audin; 25 июля 1899, Лион — 25 января 1990) — французский археолог, специалист по галло-римской истории Лиона.

## Биография
Амабль Оден происходил из старинной семьи лионских гуманистов и издателей — он был сыном печатника Мариуса Одена и братом издателя Мориса Одена. С юности увлекался археологией, впервые принял участие в раскопках в возрасте 20 лет.
С 1952 года возглавлял раскопки римских сооружений на холме Фурвьере в Лионе, где располагался античный город Лугдун. Именно под его руководством здесь были раскопаны три выдающихся памятника археологии: античный театр, одеон и храм Кибелы.
Будучи хранителем галло-римских древностей Лиона, Одену удалось убедить тогдашнего мэра города Луи Праделя в необходимости создания в Лионе музея галло-римской культуры, открытие которого состоялось в 1975 году, а Амабль Оден стал его первым хранителем.
Член Академии наук, литературы и искусств Лиона.

## Сочинения
- Essai sur la topographie de Lugdunum, Lyon, Institut des études rhodaniennes de l’université de Lyon (dans Revue de géographie de Lyon, Mémoires et Documents, 11), 1956, 175 p. (3-e édition augmentée en 1964).
- Lyon, miroir de Rome dans les Gaules (coll. « Résurrection du passé »), Fayard, 1965, 224 p., ill.
- Le bifrons à l'argiletum, Lyon, 1971.
- La conspiration lyonnaise de 1790 et le drame de Poleymieux, Éditions lyonnaises d'art et d'histoire, 1984.
- Les Fêtes Solaires - Essai sur la religion primitive, Presses Universitaires de France - Collestion Mythes et Religions) 1945

### В соавторстве
- Avec Paul-Louis Couchoud : L'ascia : instrument et symbole de l'inhumation, Paris, Presses universitaires de France, 1952.